# Tiomorfolină
Tiomorfolina este un compus heterociclic cu azot și sulf, analog al morfolinei, cu formula chimică C4H9NS.